# Noël Kolomou
Noël Kolomou, né le 25 décembre 1983 à Lainé (Guinée) est un homme de droit guinéen.
Du 29 décembre 2021 au 17 janvier 2024, il est le Président de la Cour de répression des infractions économiques et financières (CRIEF) de Guinée. 

## Biographie

### Enfance, éducation et débuts
Noël Kolomou naît le 25 décembre 1983 à Lainé, dans la préfecture de Lola, en Guinée. Il y effectue ses études primaires et secondaires, obtenant son certificat d’études primaires ainsi que son brevet. Il intègre ensuite le lycée Kankou-Moussa de Siguiri, où il obtient son baccalauréat (deuxième partie, option sciences sociales) en 2001,. 
Après l’obtention de son diplôme, il poursuit ses études à la faculté de droit de l'université Kofi-Annan de Guinée, où il obtient successivement un diplôme d’études universitaires générales (DEUG) en 2005, une licence en droit privé en 2006 puis un master 1 en droit des affaires en 2007,.

### Carrière
Le 29 décembre 2021, le président de la Transition, Mamadi Doumbouya, le nomme Président de la Cour de répression des infractions économiques et financières de Guinée,,. Il occupe ce poste jusqu'au 17 janvier 2024, avant d'être remplacé par Francis Kova Zoumanigui,,.